# Hugo Weckmann
Hugo Isaac Weckmann Ortega (Chihuahua, 10 april 2004) is een Mexicaans voetballer die sinds 2023 uitkomt voor Lommel SK.

## Clubcarrière
Weckmann genoot zijn jeugdopleiding bij Club Tijuana. Op 18 september 2022 maakte hij zijn officieel debuut in het eerste elftal van de club: in de competitiewedstrijd tegen Club Necaxa (1-1-gelijkspel) liet trainer Sebastián Méndez hem in de 87e minuut invallen. In juli 2023 ondertekende hij een vijfjarig contract bij de Belgische tweedeklasser Lommel SK.
1 Fiermarín ·
3 Lemoine ·
4 Wuytens ·
5 Kis ·
6 Neven  ·
7 Henkens ·
8 Rosa ·
9 Saito ·
10 Agyepong ·
11 Kadiri ·
12 Lambrix ·
14 Tolinsson ·
16 Verschueren ·
17 Belghali ·
18 Þórðarson ·
19 Arzani ·
20 De Busser ·
21 Troonbeeckx ·
22 Kabongo ·
23 Vandersmissen ·
24 Boussouf ·
25 Aminu ·
27 Caio Roque ·
28 Anello ·
29 Aguilar ·
32 Talvitie ·
Coach: Van der Veen